# Fools Meeting
 Fools Meeting  is een album van de Britse progressieve rock band Delivery.
Het is het enige album dat de groep uit zou brengen. Als CD is het later uitgebreid met een aantal nummers heruitgebracht door Cuneiform.

## Tracklist
1. Blind To Your Light - 5:05 (Carol Grimes, Phil Miller)
2. Miserable Man - 8:28 (Carol Grimes / Delivery)
3. Home Made Ruin - 3:23 (Phil Miller)
4. It Is Really The Same - 5:44 (Keith Jarrett)
5. We Were Satisfied - 4:02 (Phil Miller)
6. The Wrong Time - 7:50 (Carol Grimes / Delivery)
7. Fighting It Out - 5:48 (Phil Miller)
8. Fools Meeting - 5:27 (Carol Grimes / Delivery)

Op de heruitgave op CD zijn een aantal nummers toegevoegd:
1. Harry Lucky (A-kant van single) - 3:41 (Pip Pyle / A.Benge / Steve Miller)
2. Home Made Ruin (B-kant van single) - 2:56
3. Is It Really The Same? (Boz Burrell C Sunday Concert, 3 december 1970) - 5:19
4. Blind To Your Light (Boz Burrell C Sunday Concert, 3 december 1970)
5. One For You - 7:43 (van het Coxhill-Miller album, met Richard Sinclair) - 5:29 (Steve Miller)
6. Miserable Man (Boz Burrell C Sunday Concert, 3 december 1970) - 8:15

## Bezetting
- Carol Grimes zang, teksten
- Phil Miller gitaar, teksten
- Steve Miller piano
- Roy Babbington basgitaar
- Pip Pyle slagwerk

met:
- Lol Coxhill sopraansaxofoon, tenorsaxofoon
- Roddy Skeaping viool